# Tronchón
Tronchón là một đô thị trong tỉnh Teruel, Aragon, Tây Ban Nha.

## Địa lý
Độ cao 1.096 m trên mực nước biển, tọa độ 40°37'14.14"N 0°23'53.82"W. Cách bờ biển Mediterranean 71 km.